# Danneo
Danneo CMS (даннео) — система управления сайтом (CMS), написанная на языке PHP и использующая в качестве хранилища данных реляционную базу данных (поддерживаются MySQL). Danneo является свободным программным обеспечением и распространяется под лицензией GNU GPL.
- Модульная, многоязычная, многосайтовая, кроссплатформенная, с открытым исходным кодом, система управления сайтами.
- Простая установка, легкость в управлении, минимальная нагрузка на сервер, а также широкая базовая комплектация позволяет построить интерактивный веб-сайт любой сложности, и в дальнейшем эффективно им управлять.[источник не указан 2307 дней]

Обозреватели отмечают российское происхождение основных разработчиков системы, и, как следствие — хорошую поддержку русского языка, а также наличие активного русскоязычного сообщества пользователей. Также отмечается простота настройки и использования.
Название Danneo состоит из двух ников основателей системы: Dantes и Neon.
Основные направления использования системы:
- Сайты визитки
- Небольшие сайты корпоративные сайты
- Порталы и др.

## Системные требования
Необходимое программное обеспечение на сервере:
- Веб-сервер Apache 1.3/2.0/2.2 / IIS с включённым mod_rewrite
- СУБД MySQL 4.0 и выше.
- Интерпретатор PHP версии 5.3 и выше

Клиентская часть:
- Internet Explorer 6 +, Mozilla Firefox 1.5 +, Mozilla 1.4 +, Opera 9 +
- Приём Cookies, выполнение сценариев JavaScript — включено.
- Блокировка pop-up отключена